# Nawabganj
Nawabganj es un ciudad y municipio situado en el distrito de Barabanki en el estado de Uttar Pradesh (India). Su población es de 81486 habitantes (2011). 

## Demografía
Según el  censo de 2001 la población de Nawabganj era de 75087 habitantes, de los cuales el 52% eran hombres y el 48% eran mujeres. Nawabganj tiene una tasa media de alfabetización del 66%, superior a la media nacional del 59,5%: la alfabetización masculina es del 70%, y la alfabetización femenina del 62%.